# Mönchstraße 20 (Stralsund)
Das Gebäude Mönchstraße 20 in Stralsund ist ein denkmalgeschütztes Bauwerk in der Mönchstraße, Ecke Heilgeiststraße.

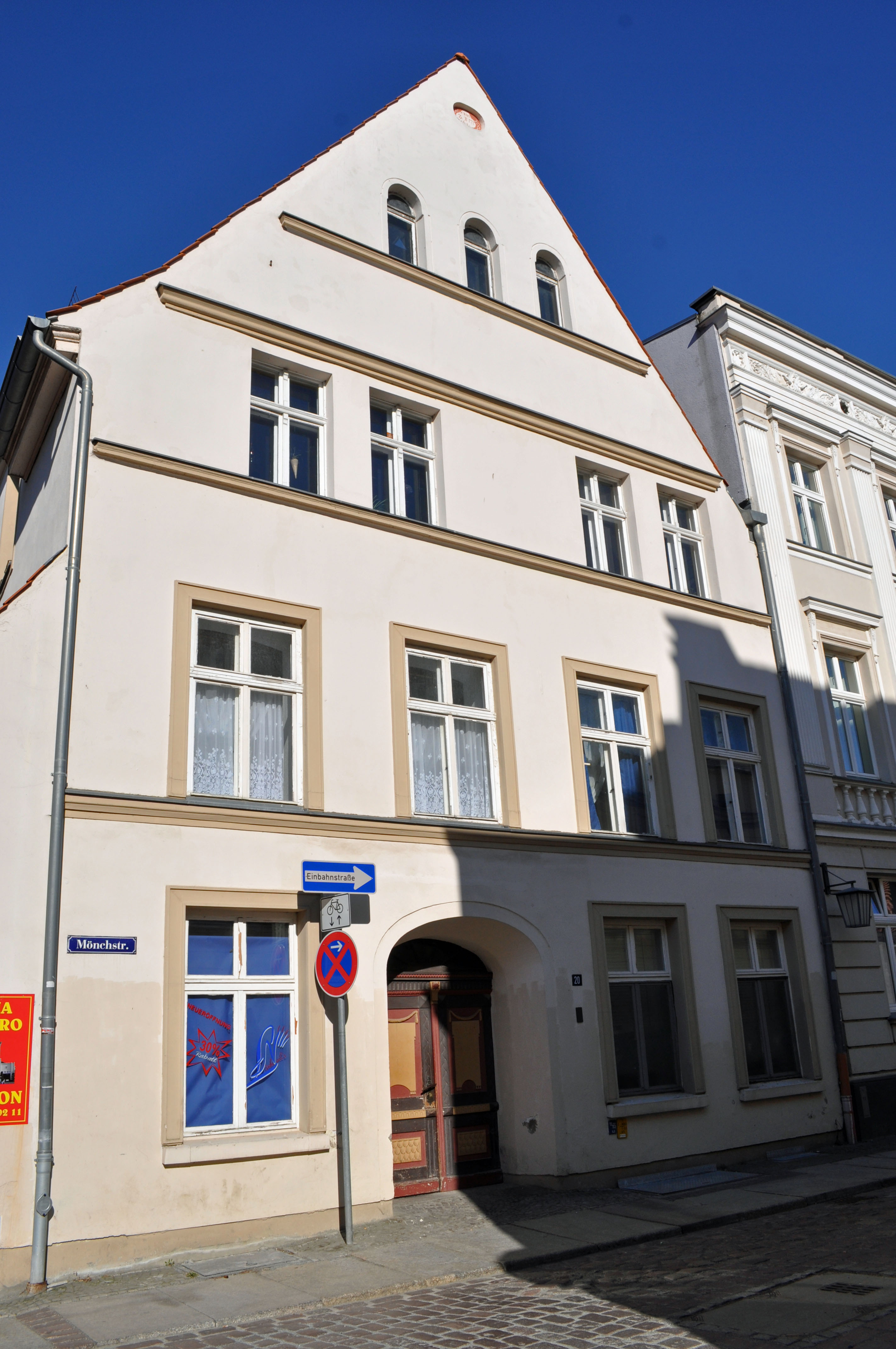
Haus Mönchstraße 20 in Stralsund (2012)

Das dreigeschossige Haus mit dem Giebel zur Mönchstraße wurde in der ersten Hälfte des 18. Jahrhunderts errichtet, ist im Kern jedoch älter. Das Korbbogenportal des verputzten Hauses zeigt eine geschnitzte Haustür. Zur Heilgeiststraße hin sind drei in Mauerwerk ausgeführte, stützende Vorlagen vorhanden; eine weitere, höher ausgeführte Stützvorlage direkt an der Ecke ist verputzt.
Das Haus im Kerngebiet des von der UNESCO als Weltkulturerbe anerkannten Stadtgebietes des Kulturgutes „Historische Altstädte Stralsund und Wismar“ ist in die Liste der Baudenkmale in Stralsund eingetragen.